# Шлайтхайм
Шлайтхайм (нем. Schleitheim) — коммуна в Швейцарии, в кантоне Шаффхаузен. 
Население составляет 1723 человека (на 31 декабря 2006 года). Официальный код — 2952.

## Фотографии

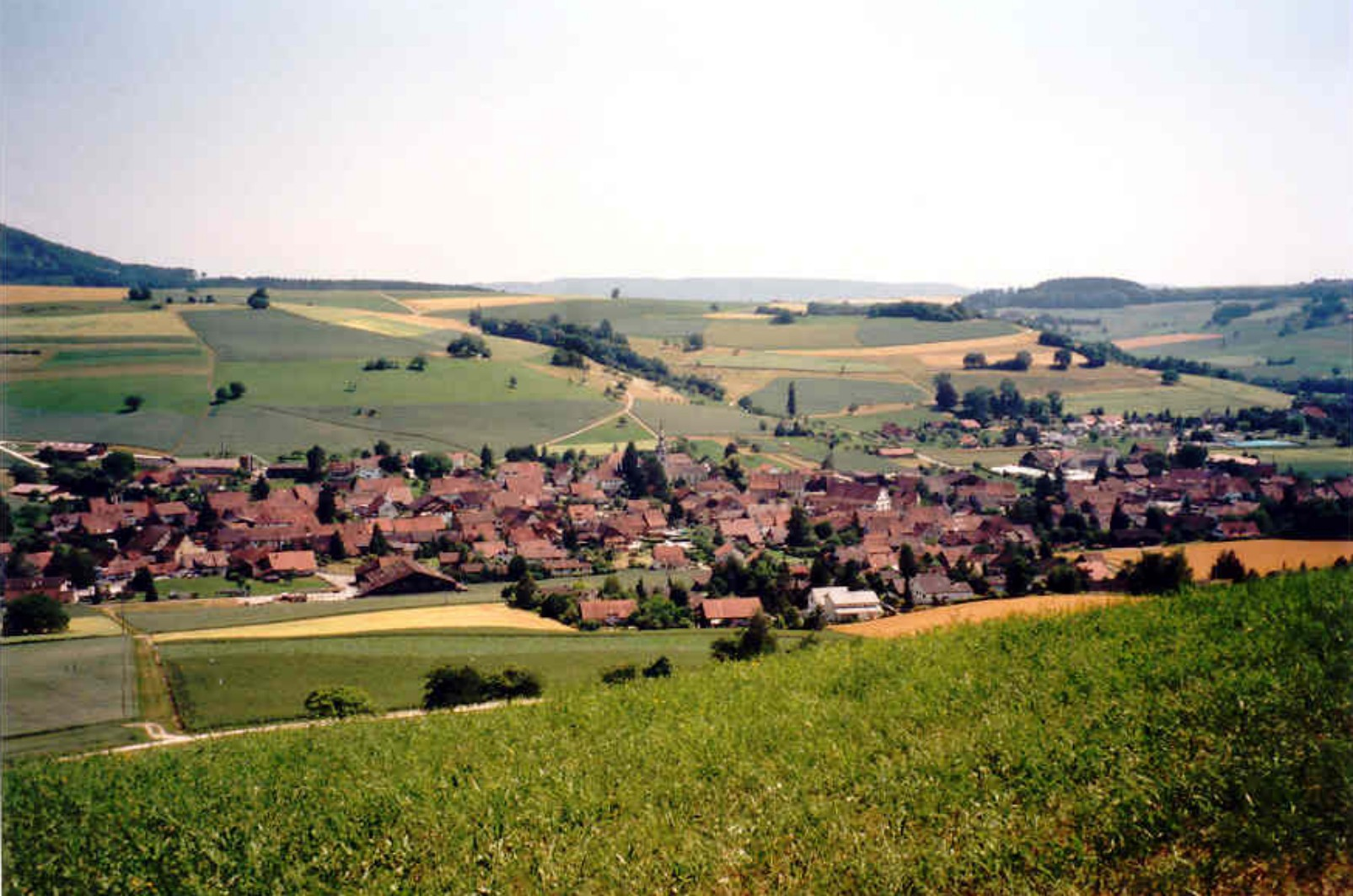
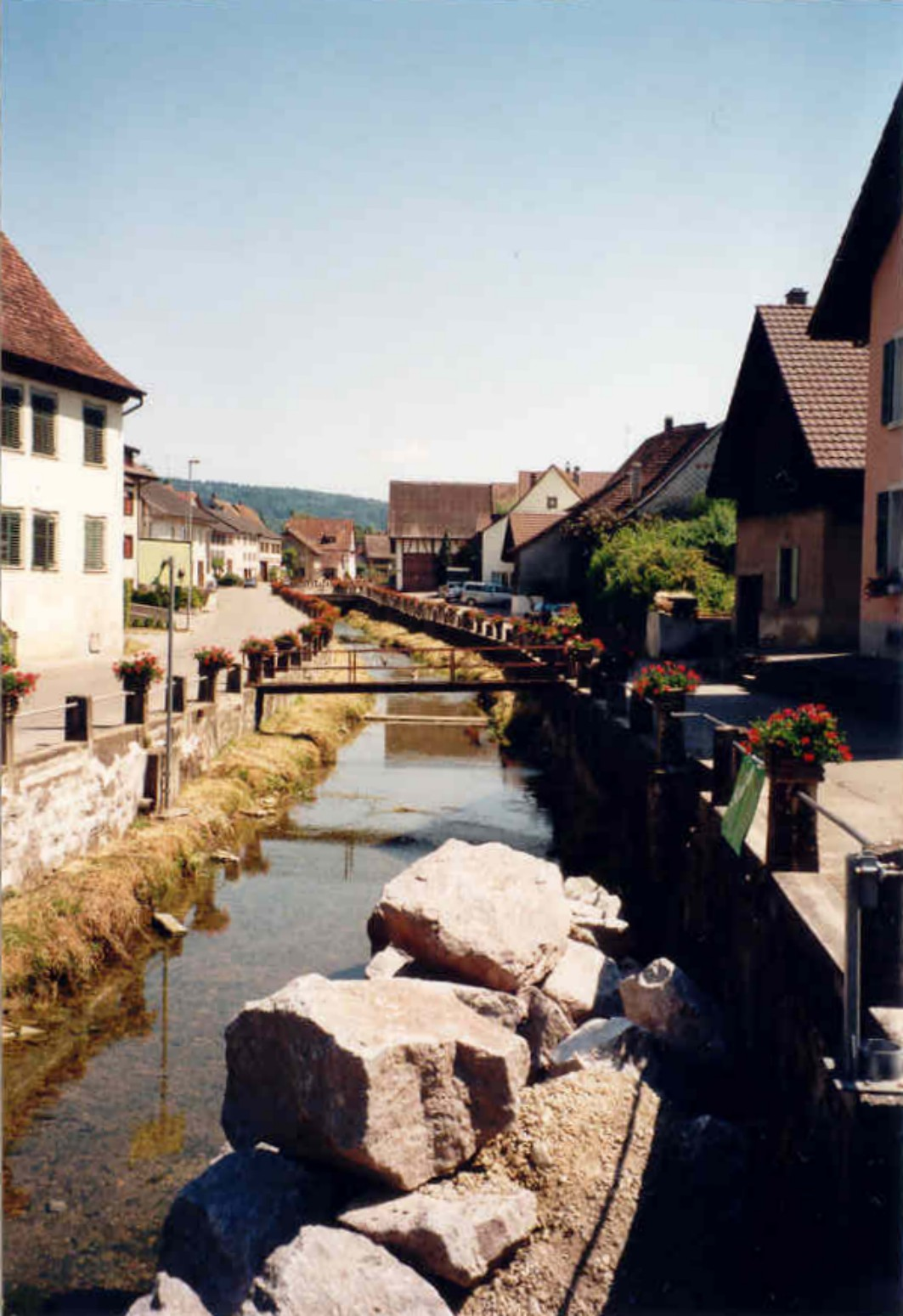
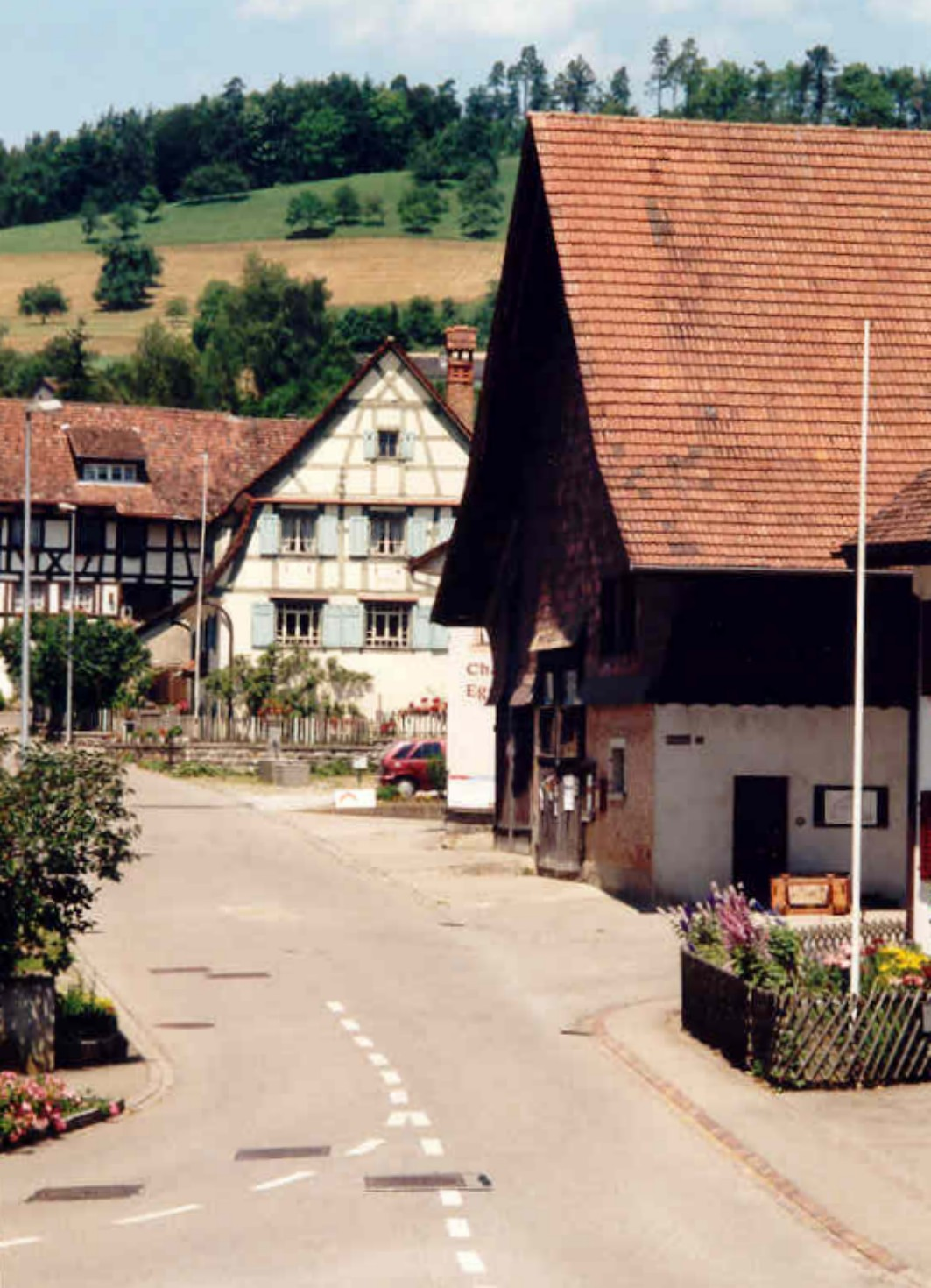